# Narendra Rao
Junior Narendra Rao (27 giugno 1995) è un calciatore figiano, centrocampista del Ba.

## Carriera

### Club
Ha sempre giocato nel campionato figiano con la maglia del Ba con cui ha disputato anche 12 partite con 1 gol segnato nella OFC Champions League.

### Nazionale
Ha giocato 3 partite al Mondiale Under-20 2015. Tra il 2017 e il 2018 ha disputato 7 amichevoli con la nazionale maggiore.